# 梅森冰原島峰
79°39′S 155°15′E / 79.650°S 155.250°E
梅森冰原島峰（英語：Mason Nunatak）是南極洲的冰原島峰，位於奧次地，處於達爾文山脈的隕石山西北端，長2公里，該島峰現時由南極條約體系管理。